# Titiya Plucksataporn
Titiya Plucksataporn (1982) is een Thaise golfster die sinds 2006 op de Ladies European Tour (LET) speelt.

## Amateur
Plucksataporn won drie keer het Thailand Amateur en eindigde haar amateurscarrière met een 9de plaats in het Thailand Ladies Open van 2005.

### Gewonnen
Onder meer:
- 2002: Thailand Ladies Amateur, Singapore Ladies Golf Championship

## Professional
In de loop der jaren heeft ze zes top-10 plaatsen behaald: het Thais Open (2005 en 2007), het EMAAR-MGF Ladies Masters (2007), het Ladies German Open (2008), het Hero Honda Indian Women's Open (2010 en 2011) en het Spanish Women's Open (2013), maar nog geen overwinning. 

In 2012 maakte zij tijdens de laatste ronde van het Deutsche Bank Ladies Swiss Open een hole-in-one op hole 2 van de Golf Gerre Losone. Ze kreeg er een Omega DoubleEagle Mission Hills horloge voor. 